# Lingqukanalen
Lingqukanalen (灵渠; Língqú) är en kanal i Guangxiprovinsen i Kina. Kanalen kopplar ihop vattenvägarna runt Yangtzefloden i centrala Kina med Pärlfloden i Sydkina. Lingqukanalen färdigställdes 214 f.Kr. av Kinas första kejsare Qin Shi Huangdi under Qindynastin och är 36,4 km lång. Kanalen uppfördes ursprungligen för att Qindynastin skulle transportera militära trupper till Sydkina. Kanalen går från Xiangfloden vid Xing'an väster ut till Lifloden norr om Guilin. Kanalen har varit i drift i mer än 2 100 år, och varit den huvudsakliga transportvägen till Sydkina fram tills att den ersattes med järnväg 1939.
I dag flyter det fortfarande vatten i kanalen, men den används huvudsakligen för bevattning och turism. Lingqukanalen är sedan 2013 listad av Unesco som tentativt världsarv.